# Phare Drepano
Le phare Drepano ou Phare Akra Dhrepanon est situé au nord-est du Pont Rion-Antirion, dans le golfe de Corinthe en Grèce. Il est achevé en 1880.

## Caractéristiques
Le phare est une tour cylindrique de pierres, accolée à la maison du gardien, dont la lanterne est blanche et le dôme de celle-ci est de couleur verte. Il s'élève à 10 mètres au-dessus du golfe de Corinthe.

## Codes internationaux
- ARLHS[2] : GRE-061
- NGA : 14876
- Admiralty[3] : E 3948

## Source
(en) [PDF] List of lights radio aids and fog signals - 2011 - The west coasts of Europe and Africa, the mediterranean sea, black sea an Azovskoye more (sea of Azov) (la liste des phares de l'Europe, selon la National Geospatial - Intelligence Agency)- Version 2011 - National Geospatial - Intelligence Agency - page 258

## Lien connexe
Pont Rion-Antirion